# ザーニカ
ザーニカ（伊: Zanica  ( 音声ファイル)）は、イタリア共和国ロンバルディア州ベルガモ県にある、人口約8,700人の基礎自治体（コムーネ）。

## 名称
現地語であるロンバルド語のベルガモ方言では、ザンガ（Sanga)という。

## 地理

### 位置・広がり
ベルガモ県南部のコムーネ。県都ベルガモから南へ6kmの距離にある。

#### 隣接コムーネ
隣接するコムーネは以下の通り。
- アッツァーノ・サン・パオロ
- カヴェルナーゴ
- コムーン・ヌオーヴォ
- グラッソッビオ
- オーリオ・アル・セーリオ
- ステッツァーノ
- ウルニャーノ

### 地震分類

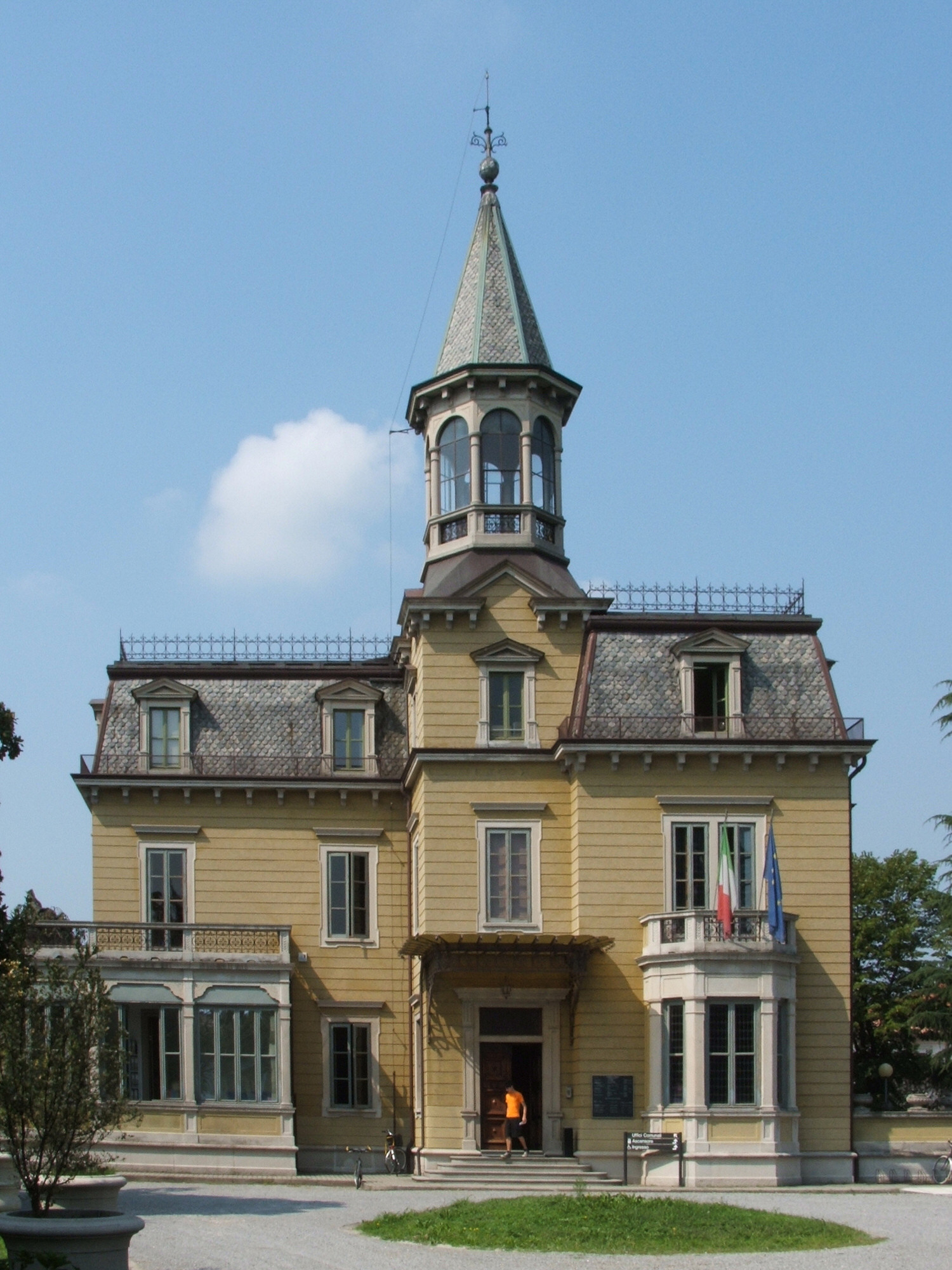
ザーニカの町役場

イタリアの地震リスク階級 (it) では、3 に分類される
。

## 文化
ベルガモ地方の伝統的な人形劇のキャラクター、ジオッピノ(Gioppino)は、この町で生まれ、結婚して家庭をもっているという設定である。

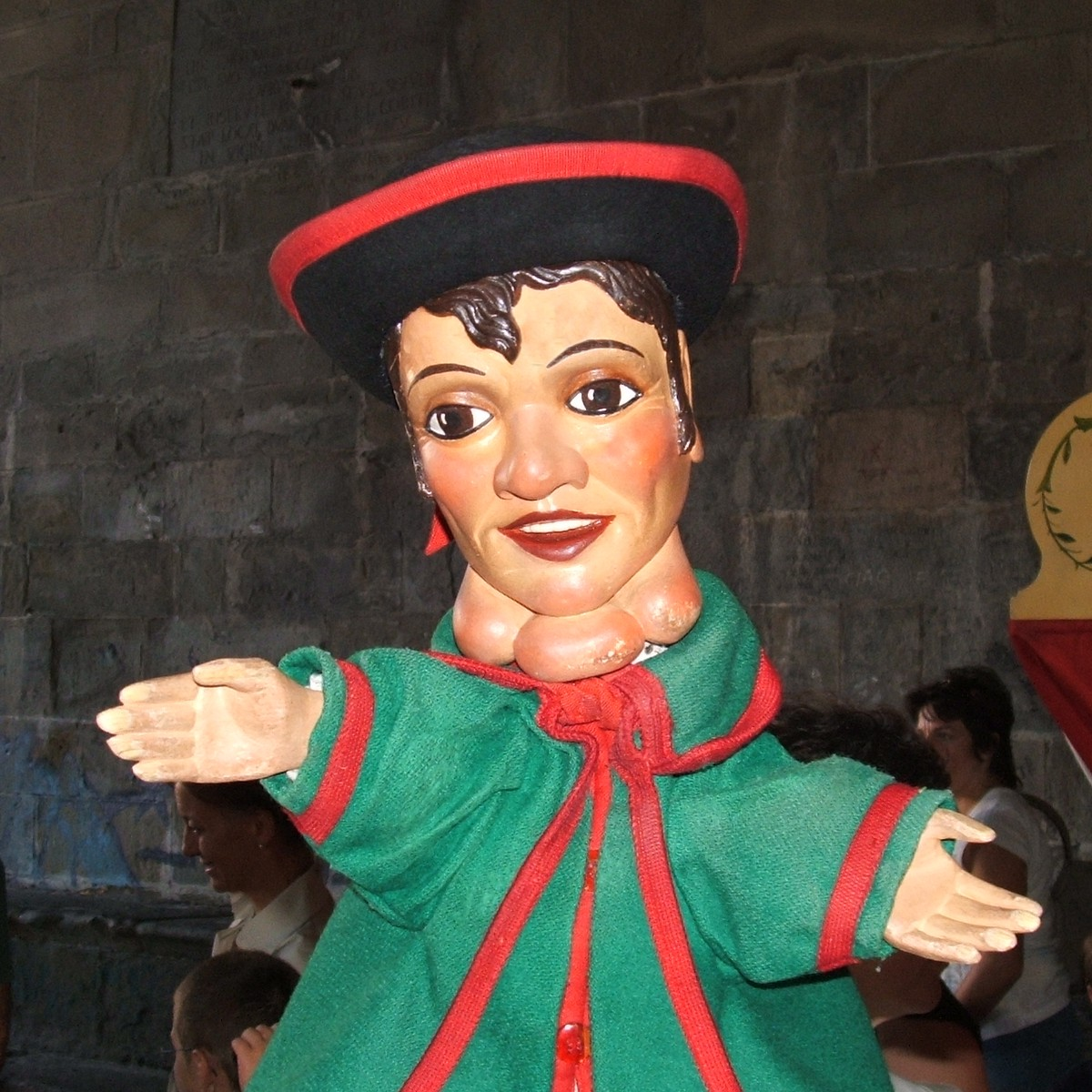
ジオッピノ